# Зоряний шлях: Перший контакт
«Зоряний шлях: Перший контакт» (англ. «Star Trek: First Contact») — восьмий повнометражний американський науково-фантастичний фільм, дія якого відбувається у всесвіті «Зоряного шляху» (Star Trek). Крім того, «Перший контакт» — перший фільм епопеї, цілком заснований на серіалі «Нове покоління» (англ. Star Trek: The Next Generation). Прем'єра фільму відбулася 22 листопада 1996 року.
Об'єднану Федерацію Планет атакують борґи з метою асимілювати її та приєднати до своєї цивілізації. Коли вони досягають Землі, капітан Пікар порушує наказ і прибуває на допомогу. Хоча ворога вдається перемогти, борґи посилають в минуле свій корабель, щоб не допустити виходу людей в далекий космос і самого утворення Федерації. Пікар з екіпажем корабля «Ентерпрайз» вирушає слідом аби завадити зміні історії.
Бюджет фільму: 45 000 000 доларів .
Касові збори в кінотеатрах США в рік показу: 92 000 000  доларів .
Спільні касові збори в світі : 146 000 000 доларів.
Слоган фільму: Супротив марний.

## Сюжет
Капітана Жана-Люка Пікара уві сні мучать кошмари про часи, коли він 6 років тому був асимільований борґами. В цей час, 2373 року, борґи просуваються вглиб Об'єднаної Федерації Планет і прямують до Землі. Командування зоряного флоту недовіряє Пікару, побоюючись, що ворог має на нього вплив. Його корабель «Ентерпрайз» відправляють патрулювати нейтральну зону, щоб попередити можливі атаки ромуланців, які можуть скористатися ослабленістю Федерації. Коли Куб борґів досягає Землі, тамтешній флот не може протистояти його міці та шле сигнал про допомогу. Капітан Пікар, порадившись з екіпажем, вирішує порушити наказ і втрутитися в бій.
«Ентерпрайз» прибуває вчасно і рятує вцілілих з інших кораблів, один з яких клингон Ворф, капітан корабля «Дефаянт». Пікар вказує вразливе місце Куба, сконцентрований вогонь решти кораблів знищує Куб, але з нього несподівано вилітає сфера, яка прямує до Землі. «Ентерпрайз» фіксує переміщення в часі і вирушає на перехоплення, в ході чого потрапляє в часовий вихор. На мить екіпаж бачить альтернативний 2373-й, де Земля повністю покрита конструкціями борґів, а її 9 мільярдів населення асимільовано.
Сфера прибуває в 2063-й і починає обстрілювати Північну Америку. Пікар розуміє, що борґи замислили змінити історію — наступного дня має відбутися перший запуск надсвітлового зорельота, який стане причиною контакту людей з вулканцями і призведе до утворення Федерації. «Ентерпрайз» збиває сферу і капітан з частиною екіпажу телепортується на поверхню, в Монтану. Там знаходиться ракетний комплекс і вчений Зефрам Кокрейн будує корабель «Фенікс» на основі ракети, що лишилася після Третьої світової війни. Асистенка Кокрейна, Лілі Слоан, вважає прибулих ворогами і відстрілюється, але андроїд Дейта відбирає в неї зброю. Ослаблена Лілі, до того ж уражена радіацією, втрачає свідомість і її забирають на борт «Ентерпрайза». Кокрейна немає серед загиблих, тому Вільям Райкер, Діана Трой і Джорді Лафордж лишаються в Монтані знайти винахідника і забезпечити завтрашній успішний політ «Фенікса».
Діані вдається відшукати Кокрейна, який, попри свою геніальність і легендарність в майбутньому, є неохайним алкоголіком і циніком. Райкер вирішує розповісти йому в чому справа, але вчений не вірить, поки Лафордж не показує йому в телескоп «Ентерпрайз». Тим часом на борту «Ентепрайза» виявляються неполадки і Жан-Люк Пікар розуміє — борґи зуміли пробратися на корабель. Вони відловлюють екіпаж та перетворюють його на нових борґів. Дейта блокує центральний комп'ютер, щоб борґи не змогли керувати кораблем. Лілі Слоан, користуючись цим, тікає і натикається на Пікара, який розповідає їй де вона і що відбувається. Коли Лафордж розказує Кокрейну як його шанують в майбутньому, той тікає, бачачи, що його образ ідеалізовано і в XXIV столітті Кокрейна знають зовсім не таким, яким він був насправді. Проте його вдається розшукати і переконати здійснити запуск.
В той же час більшість екіпажу «Ентерпрайза» вже асимільовано і колишніх колег доводиться вбивати. Пікар зі Слоан користується голографічною палубою, щоб сховатися серед голограм і влаштувати засідку на двох борґів. З їхніх тіл він добуває чип, в якому містяться дані про ціль загарбників. Дейту ж захоплюють борґи і доставляють до спеціалізованої одиниці — королеви. Вона прагне довідатися код від комп'ютера, для чого обіцяє Дейті дати взамін органічне тіло. Вона вирощує на його синтетичному покриві живу шкіру і логічними міркуваннями пробує схилити на свій бік. Борґи збираються використати «Ентерпрайз» для відсилання сигналу іншим борґам, щоб ті прибули і асимілювали Землю. Капітан Пікар збирає команду і виходить в скафандрах назовні аби завадити будівництву антени.
Пікар, Ворф і офіцер управління відстиковують і розстрілюють антену. Але доти борґи вже захопили всі палуби і Ворф радить покинути корабель, підірвавши його разом із загарбниками. Пікар гаряче протестує і ніхто не може переконати його в іншому. Лілі, порівнює Пікара з капітаном Ахавом з «Мобі Діка». Пікар усвідомлює, що мусить пожертвувати кораблем, і садить Лілі в шлюпку, яка разом з іншими покидає «Ентерпрайз». Сам Пікар лишається знайти Дейту і вмикає зворотний відлік до самознищення. Райкер і Лафордж в той час сідають з Кокрейном у «Фенікс» і запускають його в космос. Кокрейн зізнається, що не думав відкрити людству нові світи, а лише розбагатіти завдяки винаходу надсвітлового двигуна. Райкер на це говорить, що його роль не применшується і через 10 років Кокрейн буде зовсім іншої думки.
Пікар знаходить андроїда біля ядра двигуна, де королева борґів дає йому наказ стріляти у «Фенікс». Дейта скасовує відлік до самознищення «Ентерпрайза» і запускає в корабель Кокрейна фотонні торпеди. Але постріли проходять повз, як Дейта насправді й задумав. Перший надсвітловий політ людей відбувається, таким чином план борґів провалюється. Дейта розбиває колбу з отруйним газом, який поширюється кораблем, обпікаючи і розкладаючи органіку. Пікар рятується, зависши на кабелях, поки газ не розсіюється. Він знаходить металізований скелет королеви борґів, який досі рухається, і ламає йому хребет, остаточно знищивши істоту.
Як і мало бути, вулканці помічають слід надсвітлового польоту і висаджуються на Землю. Кокрейн виходить їхньому послу назустріч. Трой, Райкер, Пікар, Лафордж і інші члени екіпажу «Ентерпрайза» разом з місцевими спостерігають за цим і непомітно ідуть. По поверненню на «Ентерпрайз», вони відтворюють часовий вихор і повертаються в XXIV століття.

## Нагороди та номінації
«Зоряний шлях: Перший контакт» був номінований на премію «Оскар» за найкращий грим. Фільм було номіновано на премію «Сатурн» в десяти номінаціях включаючи найкращий науково-фантастичний фільм, найкращу чоловічу роль, і найкращого режисера.

## Візуальні ефекти
«Зоряний шлях: Перший контакт» був першим фільмом в серіалі, який використовував комп'ютерні моделі зірок, хоча фізичні моделі використовувалися для космічних апаратів.

## У ролях
- Патрік Стюарт — капітан корабля «Ентерпрайз» Жан-Люк Пікар
- Джонатан Фрейкс — перший помічник, командер Вільям Томас Райкер
- Брент Спайнер — другий помічник, лейтенант-командер Дейта
- Марина Сіртіс — радник, командер Діана Трой
- Гейтс Мак-Федан — голова медичної служби, командер Беверлі Черіл Говард Крашер
- Левар Бертон — головний інженер, лейтенант-командер Джорджі Лафорж
- Майкл Дорн — командер корабля «Дефаянт», клінгон Ворф
- Адам Скотт — штурман корабля «Дефаянт»
- Елфрі Вудард — Лілі
- Джеймс Кромвелл — доктор Зефрам Кокрейн
- Еліс Кріге — королева боргів
- Роберт Пікардо — доктор/екстрена медична голограма
- Ніл Макдонаф — лейтенант Гейк
- Двайт Шульц — лейтенант Реджинальд Барклі